# Свјетски друмски куп UCI
UCI свјетски друмски куп било је такмичење у бициклизму које се одржавало од 1989 до 2004 и обухватало је десет класика. За сваки класик добијали су се бодови на основу остварених позиција, а побједник је био возач са највише бодова.

## Историја
Такмичење је покренуто 1989, као замјена за слично такмичење — Супер престиж Перно. Такмичење је било индивидуално за возаче и за тимове. Током прве три године, спонзор је била компанија Перје.
Рекордер по броју побједа је Паоло Бетини са три побједе, побиједивши на последња три такмичења — 2002, 2003 и 2004. Маурицио Фондријест (1991, 1993), Јохан Мусеув (1995, 1996) и Микеле Бартоли (1997, 1998) освојили су такмичење по два пута.
Такмичење се одржавало паралелно са UCI свјетским друмским ренкингом, који је укључивао све остале трке. Оба такмичења су замијењена на крају 2004. године, када је основано уједињено такмичење — UCI про тур и континентална UCI такмичења.

## Трке
Сталне трке
- Милано—Санремо (1989–2004)
- Ронде ван Фландерен (1989–2004)
- Лијеж—Бастоњ—Лијеж (1989–2004)
- Париз—Рубе (1989–2004)
- Париз—Тур (1989–2004)
- Амстел голд рејс (1989–2004)
- Класик Сан Себастијан (1989–2004)
- Цири—Мецеге (1989–2004)
- Ђиро ди Ломбардија (1989–2004)

Остале трке
- Винкантон класик (1989–1997)
- Гран при де Америка (1989–1992)
- Гран при дес натионс (1990–1993)
- Рум ун ден Хенингер—Турм (1995)
- Јапан куп (1996)
- ХЕВ Сајкласик (1998–2004)
- Гран при де ла Либерејшн (1989–1991)

## Побједници
| Година | Возач               | Држава    | Тим                   |
| ------ | ------------------- | --------- | --------------------- |
| 1989.  | Шон Кели            | Ирска     | ПДМ Конкорд           |
| 1990.  | Ђани Буњо           | Италија   | Шато—салоти           |
| 1991.  | Маурицио Фондријест | Италија   | Панасаконик—спортлајф |
| 1992.  | Олаф Лудвиг         | Њемачка   | Панасаконик—спортлајф |
| 1993.  | Маурицио Фондријест | Италија   | Лампре—полти          |
| 1994.  | Ђанлука Бортолами   | Италија   | Мапеј—глас            |
| 1995.  | Јохан Мусеув        | Белгија   | Мапеј—латексо         |
| 1996.  | Јохан Мусеув        | Белгија   | Мапеј ГБ              |
| 1997.  | Микеле Бартоли      | Италија   | Маљифико—техноџим     |
| 1998.  | Микеле Бартоли      | Италија   | Асикс                 |
| 1999.  | Андреј Чмил         | Белгија   | Лото—мобистар         |
| 2000.  | Ерик Цабел          | Њемачка   | Телеком               |
| 2001.  | Ерик Декер          | Холандија | Рабобанк              |
| 2002.  | Паоло Бетини        | Италија   | Мапеј—Квик степ       |
| 2003.  | Паоло Бетини        | Италија   | Квик степ—Давитамон   |
| 2004.  | Паоло Бетини        | Италија   | Квик степ—Давитамон   |